# Peer Mia Ripberger
Peer Mia Ripberger (* 1987) ist ein deutscher Regisseur, Autor und Intendant.

## Leben und Wirken
Peer Mia Ripberger studierte in Hildesheim und Zürich „Inszenierung der Künste und der Medien“ mit den Fächern Theater, Literatur, Philosophie und Kulturpolitik. Bereits während des Studiums nahm er seine praktische Tätigkeit mit zahlreichen künstlerischen Projekten als Regisseur und Autor auf. Er inszenierte und entwickelte Uraufführungen u. a. für Theater in Augsburg, Trier, Hamburg, Göttingen und Eggenfelden und war Mitglied der künstlerischen Leitung der Theaterwerkstatt Pilkentafel in Flensburg. 2018 begründete er das Institut für theatrale Zukunftsforschung im Zimmertheater Tübingen (ITZ), an dem er als Autor und Regisseur verschiedene Projekte verwirklichte und uraufführte. Zudem übt er verschiedene Jury-Tätigkeiten aus, unter anderem für den Fonds Darstellende Künste.
Ab 2018 war er gemeinsam mit seinem Mann Dieter Ripberger Intendant und Geschäftsführer des Zimmertheaters Tübungen. Peer Mia Ripberger trat von dieser Position wegen geplanter drastischer Sparmaßnahmen vorzeitig zum Ende der Spielzeit 2024/25 zurück.

## Privates
Peer Mia Ripberger ist mit dem Kulturmanager, Dramaturg und Intendanten Dieter Ripberger verheiratet.

## Regiearbeiten (Auswahl)
- Der Sandmann – eine Schauer-Performance zur digitalen Überwachung nach E.T.A. Hoffmann. Premiere 2015, Junges Theater Göttingen[9]
- Marx Eins: Manifest der Kollaborativen Gemeingüter. Uraufführung 2016, Theater und Opernhaus Trier[10]
- 1968: Geschichte kann man schon machen, aber so wie jetzt ist’s halt scheiße. Uraufführung 2018: Staatstheater Augsburg[11]
- Diverse Uraufführungen eigener Stücke am Institut für theatrale Zukunftsforschung im Zimmertheater Tübingen[1][2][3][4][5][6]

## Publikationen
- Weniger Rückspiegel, mehr Fernlicht. mit Dieter Ripberger, in: Franziska Richter (Hrsg.) Echoräume des Schocks. Wie uns die Corona-Zeit verändert. Reflexionen Kulturschaffender und Kreativer. Eine Anthologie. Verlag J.H.W.Dietz-Nachf., Bonn 2020, ISBN 978-3-8012-0589-8.